# Diocese de Gualeguaychú
A Diocese de Gualeguaychú (em latim: Dioecesis Gualeguaychensis) é uma diocese localizada na cidade de Gualeguaychú, pertencente a Arquidiocese de Paraná na Argentina. Foi fundada em 11 de fevereiro de 1957 pelo Papa Pio XII. Com uma população católica de 322.000 habitantes, sendo 89,9% da população total, possui 36 paróquias com dados de 2015. 

## História
A Diocese de Gualeguaychú foi criada a partir da Arquidiocese de Paraná em 11 de fevereiro de 1957. 

## Lista de bispos
A seguir uma lista de bispos desde a criação da diocese. 
|        | Nome                         | Período    | Notas                                            |
| Bispos | Bispos                       | Bispos     | Bispos                                           |
| ------ | ---------------------------- | ---------- | ------------------------------------------------ |
| 5º     | Héctor Luis Zordán, M.SS.CC. | 2017-atual |                                                  |
| 4º     | Jorge Eduardo Lozano         | 2005-2016  | Nomeado Arcebispo-coadjutor de San Juan de Cuyo. |
| 3º     | Luis Guillermo Eichhorn      | 1996-2004  | Nomeado Bispo de Morón                           |
| 2º     | Pedro Boxler                 | 1967-1996  |                                                  |
| 1º     | Jorge Ramón Chalup           | 1957-1966  |                                                  |